# Temelucha cushmani
Temelucha cushmani là một loài tò vò trong họ Ichneumonidae.